# Erich Pollähne
Erich Pollähne (* 18. Juli 1915 in Eisleben; † 20. Januar 2005 in Hannover) war ein deutscher Feinmechaniker und Künstler. Er gehört zu den bedeutendsten deutschen Sonnenuhr- und Phänobjekt-Erbauern der Moderne. Im Jahr 1956 gründete er in Hannover den Betrieb für Feinmechanik und Waagenbau. 1960 verlegte er den Firmensitz nach Wennigsen (Deister).

## Sonnenuhren
Seine mathematisch präzise Sonnenuhr (Zeitmonument) auf dem Forges-les-Eaux-Platz in Wennigsen gehört dabei zu seinen Meisterwerken. Neben seinem Grab auf dem Wennigser Friedhof zieren Pollähnes Sonnenuhren auch den Park der Sinne in Laatzen und den Sonnenuhrengarten in Bad Bevensen (14 Meter hoher Schattenstab). Er restaurierte zahlreiche historische Sonnenuhren wie die große Sonnenuhr im Großen Garten des Barockgartens Herrenhausens.
Die Wennigser Sonnenuhr steht auf einer Sockelplatte (2,5 Meter Durchmesser) aus Edelstahl mit Darstellungen der Zeitgeschichte. Die umlaufende Zarge trägt 18 Bilder aus Zeitmessung und Astronomie von der Gegenwart bis zur Mondlandung. Die Deckplatte des Sonnenuhrfußes trägt im Mittelpunkt die Ansicht der Erde mit ausgefächerter Südhalbkugel. Darüber befindet sich auf drei Füßen der Hexaederstumpf (Würfelstumpf) mit Ost-, Süd-, West- und Norduhr. Vier weitere abweichende, deklinierende Uhren befinden sich an den oberen 4 Ecken. An der Spitze befindet sich eine Äquatorialuhr aus Acrylglas, darunter eine Acrylglaskuppel, die mit einer Mattscheibe als Projektionsfläche der Zeitgleichung im Innern des Würfels dient. Sie zeigt die italienischen und babylonischen Stunden an. Neben dem Hauptwerk befinden sich zwei kleinere Uhren zum heliozentrischen Sonnensystem und zum platonischen Jahr, welches die Taumelbewegung der Erdachse zum Verhältnis des Mondes anzeigt.

## Die Wand-Sonnenuhr mit Polstab von Erich Pollähne für die Marienkirche von Wülfingen.

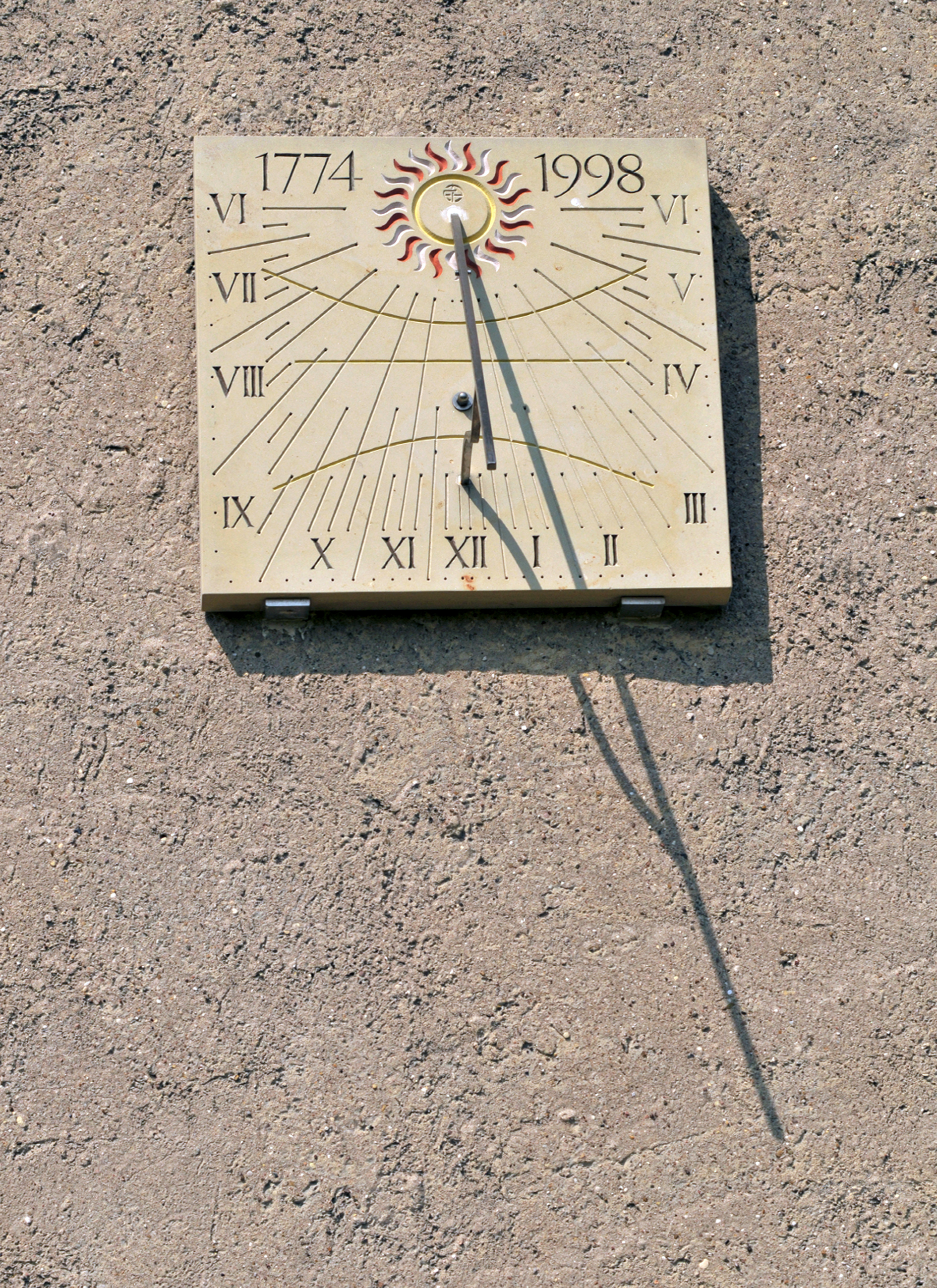
Vertikal-Sonnenuhr mit Polstab von Erich Pollähne.

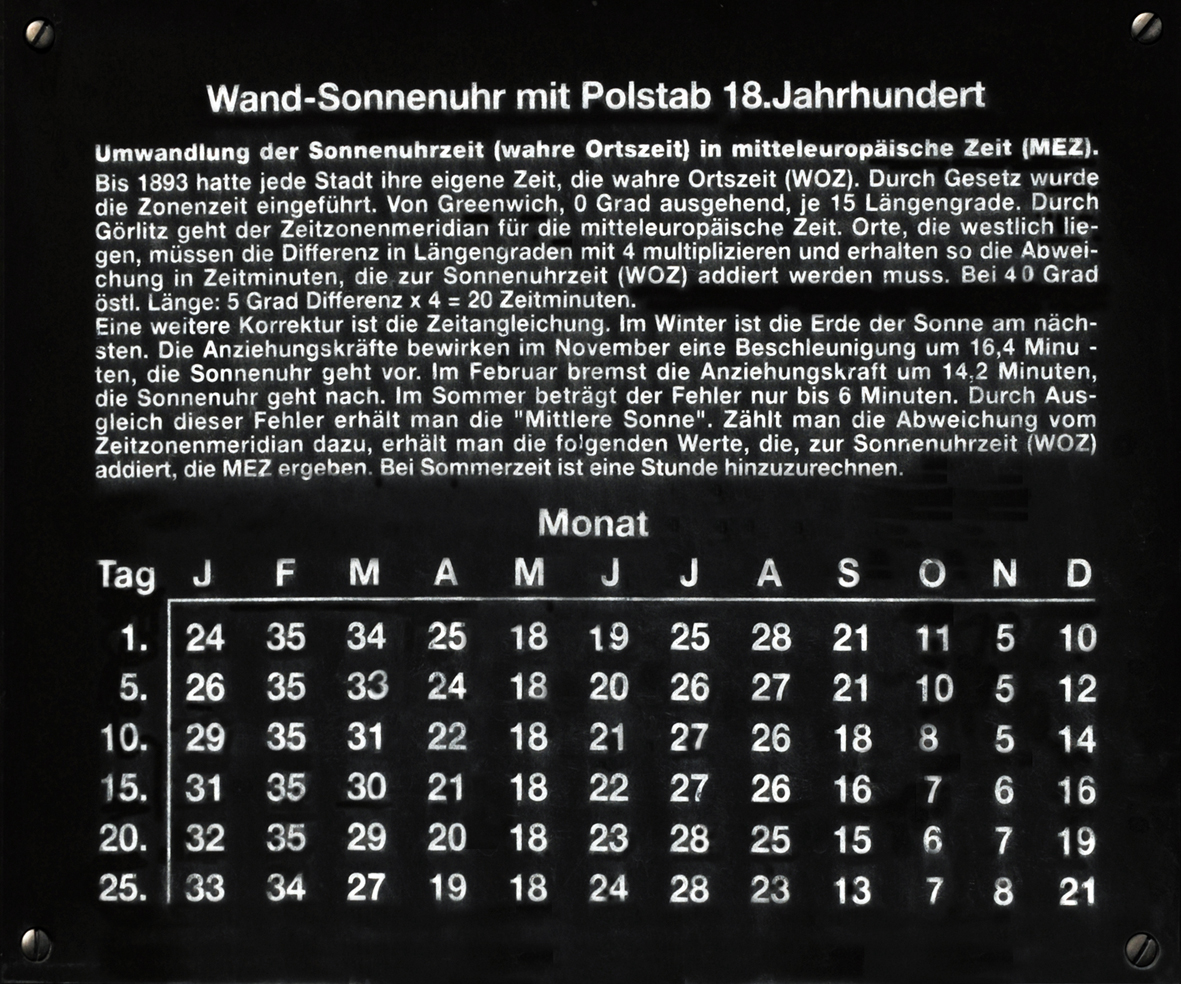
Erläuterungen zum Gebrauch der Sonnenuhr.

An der Südwand der Marienkirche von Wülfingen befindet sich in der Nähe der Eingangstür die Vertikal-Sonnenuhr mit Polstab, die Erich Pollähne im Jahr 1998 gebaut und an der Kirchenwand angebracht hat. Die Sonnenuhr zeigt die Jahreszahl von der Einweihung der Marienkirche 1774 und die Jahreszahl von der Einweihung der Vertikal-Sonnenuhr 1998.
Die Sonnenuhr wurde von Erich Pollähne auf den 52. Breitengrad berechnet und zeigt die wahre Ortszeit von Wülfingen an. Sie ist eine Vertikaluhr aus Obernkirchener Sandstein im Format 60 cm × 60 cm mit einem Schattenstab aus Edelstahl.
Der Schattenstab steht parallel zur Erdachse, die durch den Südpol und den Nordpol verläuft. Er wirft einen zehn Millimeter breiten Schatten auf die Skala der Sonnenuhr. Die Uhrzeit wird bis 12 Uhr an der linken Kante des Schattens und nach 12 Uhr an der rechten Kante des Schattens abgelesen.
Die Linien der Sonnenuhr sind auf Viertelstunden ausgelegt. Die Endpunkte der Linien wurden für den Fall einer Restaurierung eingebohrt. Die vollen Stunden sind in römischen Zahlen angegeben, die in Steinmetzarbeit eingeschlagen und vergoldet wurden. Sie zeigen die wahre Ortszeit an. Außerdem enthält die Sonnenuhr das Sonnensymbol und Messlinien für die Tagundnachtgleiche, die Wintersonnenwende und die Sommersonnenwende. Die Sonne und die Sonnenwendlinien wurden in den Sandstein eingeschlagen und anschließend farbig ausgelegt.
Unter der Sonnenuhr befindet sich eine schwarze Wandtafel mit Erläuterungen darüber, wie die auf der Sonnenuhr abgelesene wahre Ortszeit in die auf der Kirchenuhr angezeigte Mitteleuropäische Zeit und die Sommerzeit umgerechnet werden kann. Die Tafel enthält Minutenangaben für die Korrektur der Zeitgleichung und der Abweichung zum Zeitzonenmeridian, die zu der abgelesenen Zeit addiert werden müssen, um die Mitteleuropäische Zeit zu errechnen. Während der Sommerzeit muss dazu eine Stunde hinzugefügt werden.

## Phänobjekte
Der Ausdruck Phänobjekte stammt von Frank Oppenheimer, dem Gründer des EXPLORATORIUMS in San Francisco. Der Sinn von Phänobjekten besteht darin, Naturphänomene wahrnehmbar zu machen. Als Partner und Freund des Künstlers und Handwerkerphilosophen Hugo Kükelhaus wurden viele Entwürfe durch Pollähne Realität. So entstand 1974 in seiner Werkstatt das aus 35 Einzelstationen bestehende „Versuchsfeld zur Organerfahrung“, welches im März 1975 auf der Exempla in München im Rahmen der Kongreßveranstaltung Organismus & Technik gezeigt wurde. Das Spektrum der Arbeiten reicht von der Doppelhelix vor dem Wennigser Rathaus bis hin zur Ausstattung der Science Center Phaeno in Wolfsburg und Universum in Bremen sowie Installationen im Freien wie dem Park der Sinne in Laatzen, der zur Expo 2000 gestaltet wurde.

## Auszeichnungen
- 1987 verlieh das Bundesland Bayern den bayrischen Staatspreis
- 1993 erhielt Erich Pollähne den Bundesverdienstorden
- Ehrenbürger der Gemeinde Wennigsen (Deister)

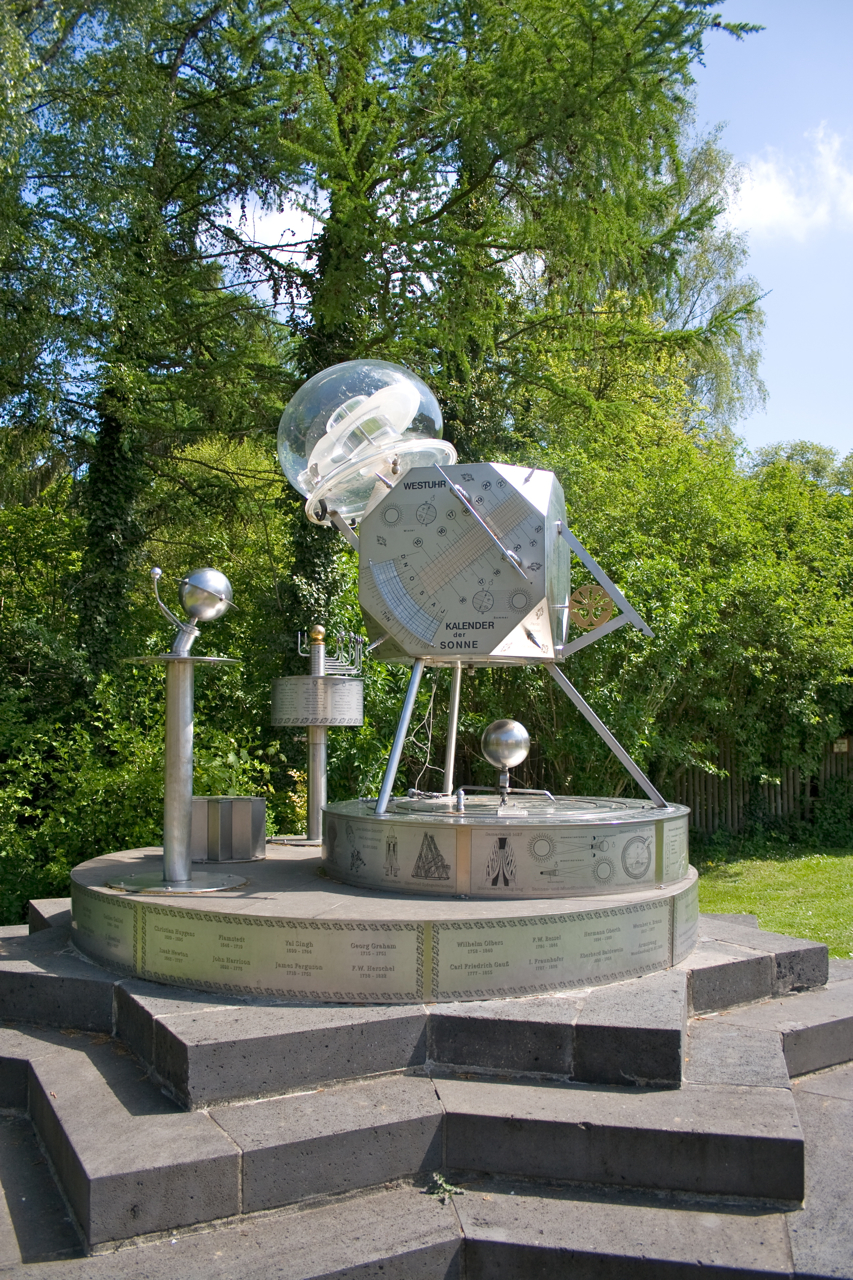
Sonnenuhr (Zeitmonument) in Wennigsen
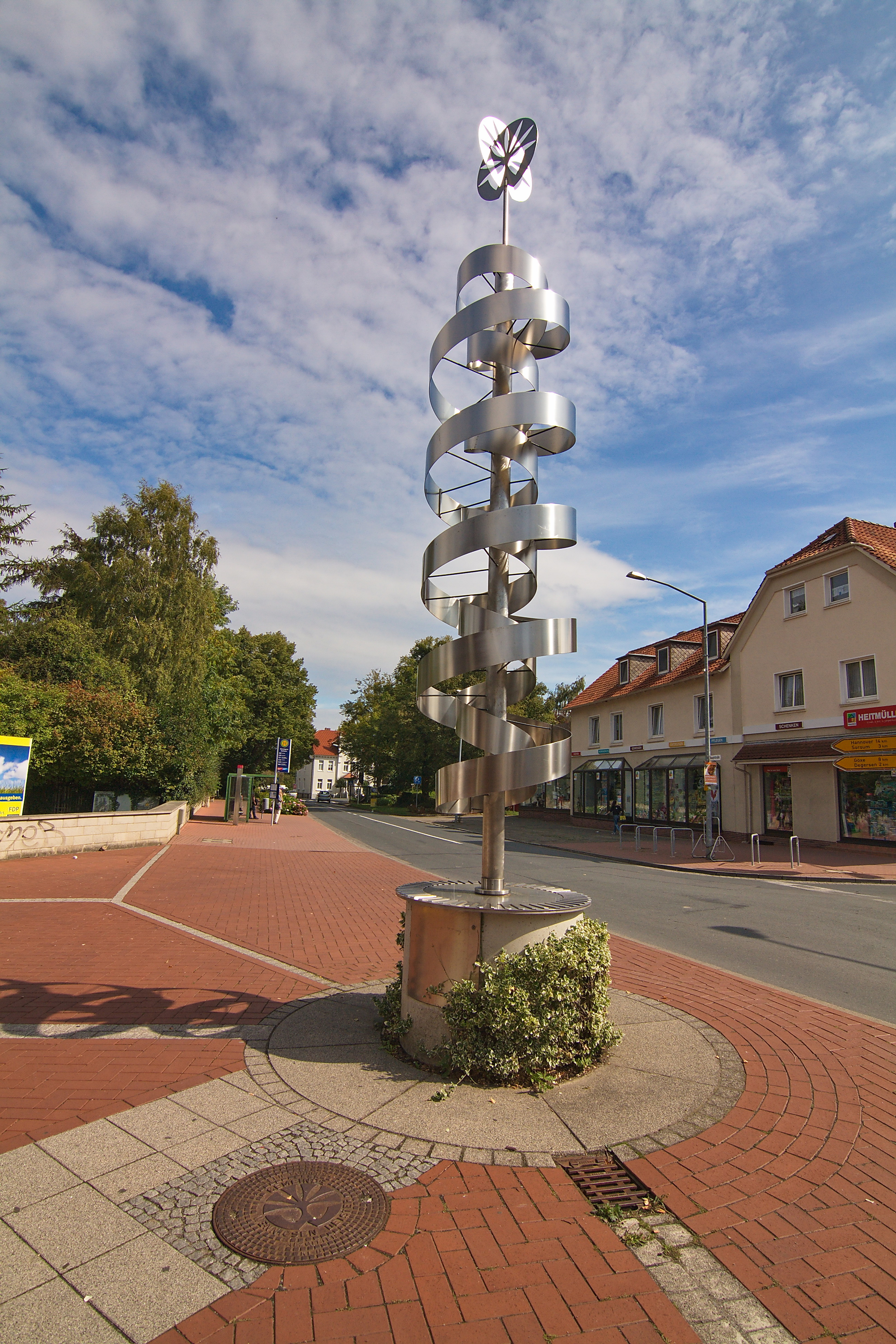
Doppelhelix als Spirale des Lebens in Wennigsen
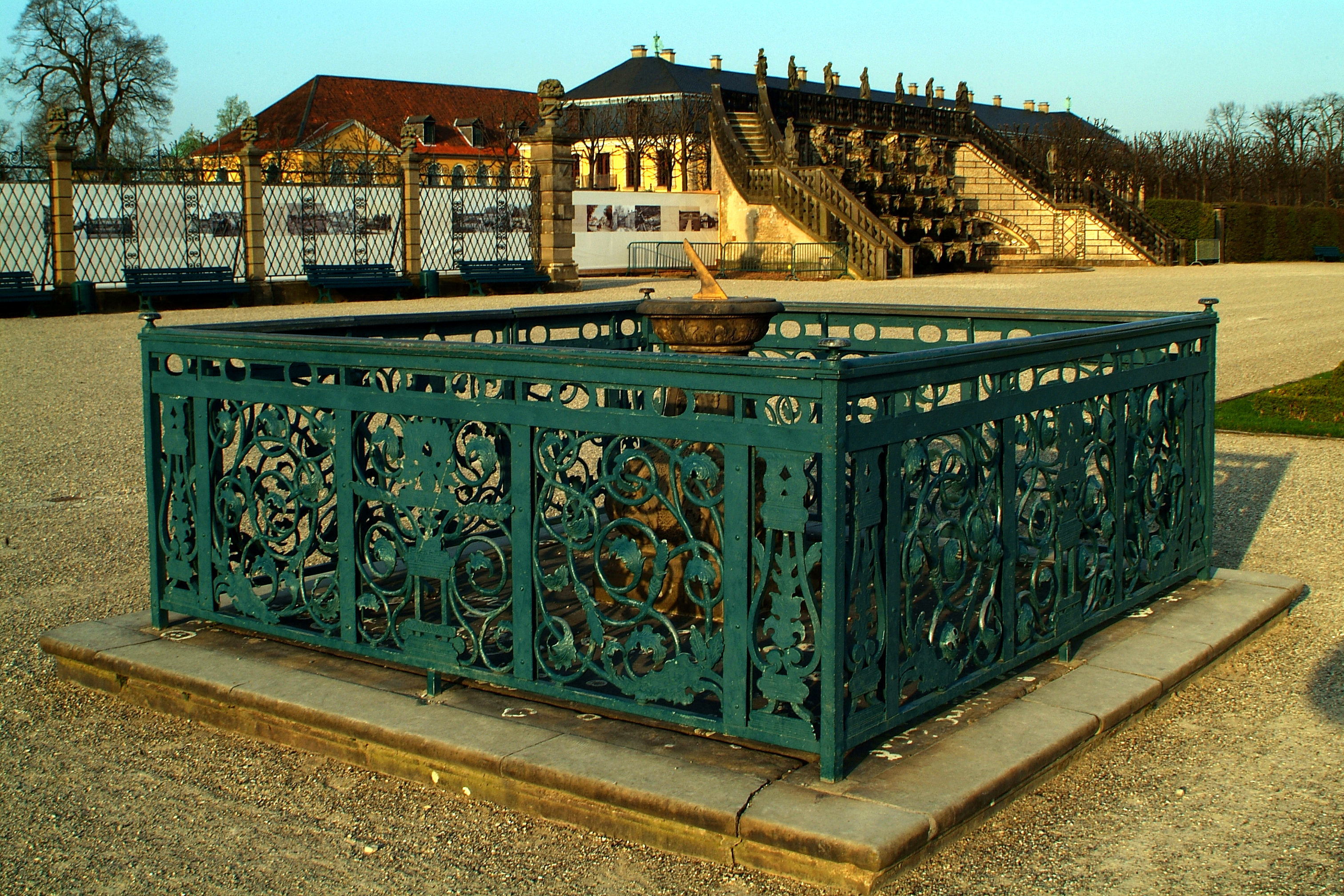
Replik der Sisson Sonnenuhr im Großen Garten des Schlosses Herrenhausen bei Hannover
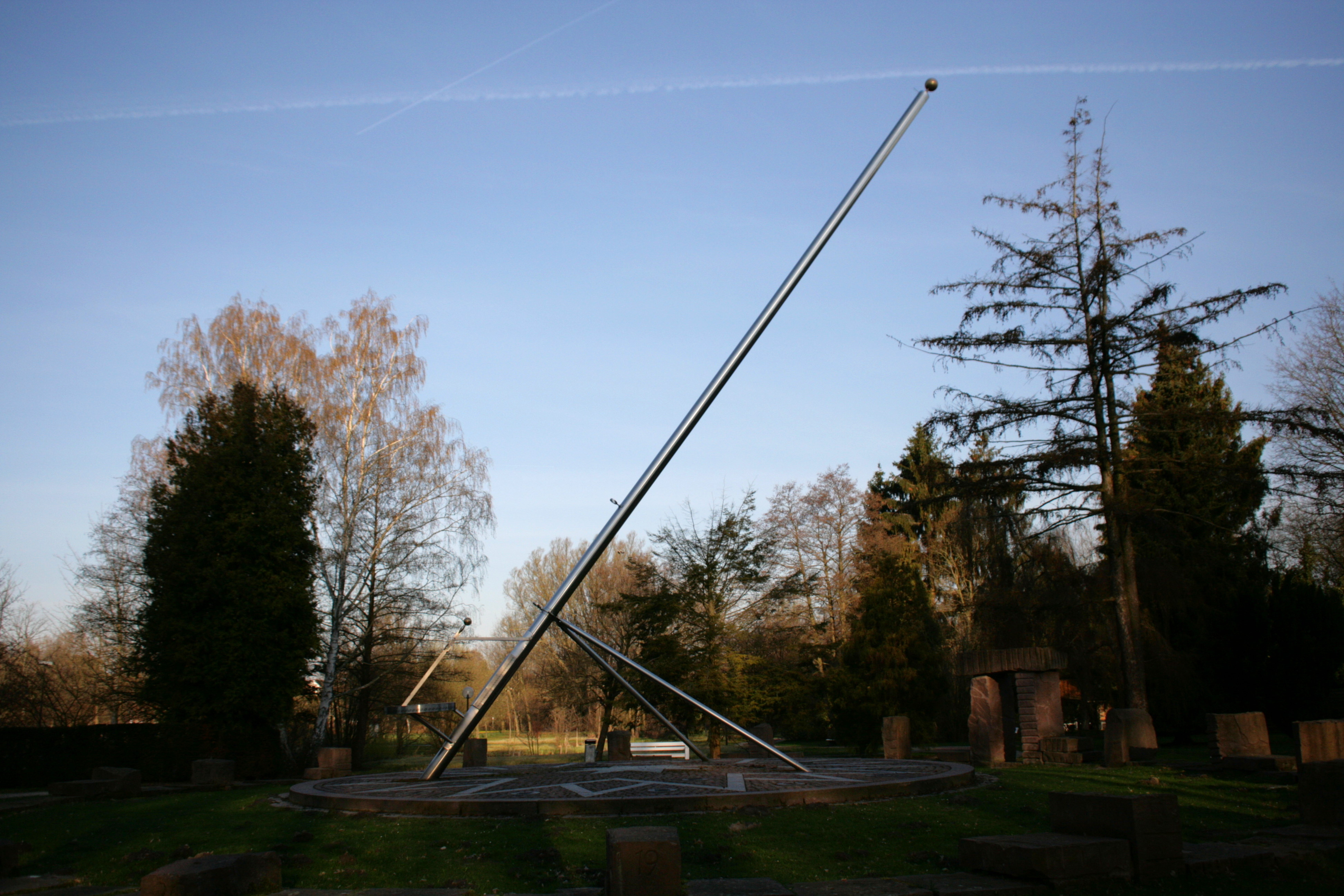
14 m hoher Schattenstab im Sonnenuhrengarten in Bad Bevensen